# Benthosema panamense
Benthosema panamense är en fiskart som först beskrevs av Tåning 1932.  Benthosema panamense ingår i släktet Benthosema och familjen prickfiskar. Inga underarter finns listade.